# 단위하중법
단위하중법(單位荷重法, unit dummy force method)은 구조물의 변위를 계산하기 위해 사용되는 방법의 하나이다. 선형 또는 비선형 거동을 하는 재료 모두에 적용 가능하며 환경 효과도 고려할 수 있으므로 카스틸리아노의 제2정리보다 더 일반적인 방법이다.
트러스나 들보, 강절 뼈대와 같은 구조물은 부재가 절점에서 서로 연결된다. 유연도법 등을 사용해 구한 M개의 전체 부재의 변위를 {\displaystyle \mathbf {q} _{M\times 1}}라고 하자. 이러한 부재의 변위는 구하고자 하는 각 절점의 변위 {\displaystyle \mathbf {r} _{N\times 1}}를 유발하게 된다.
N개의 절점 변위 r에 대응하는 가상의 절점 하중 {\displaystyle \mathbf {R} _{N\times 1}^{*}}을 재하했을 때, 평형을 만족하는 가상의 부재력 {\displaystyle \mathbf {Q} _{M\times 1}^{*}}은
{\displaystyle \mathbf {Q} _{M\times 1}^{*}=\mathbf {B} _{M\times N}\mathbf {R} _{N\times 1}^{*}\qquad \qquad \qquad \mathrm {(1)} }
이다. 정정(靜定)계라면 절점 평형을 만족하는 {\displaystyle \mathbf {Q} _{M\times 1}^{*}}이 무한히 많기 때문에 B 행렬은 유일하지 않다. 이 때는 원래의 계에서 유도된 기본계의 절점 평형 행렬의 역행렬을 취해 B 행렬을 구할 수 있다.
내적 가상 하중과 외적 가상 하중에 대해 각각 실재의 변위가 발생한다고 하면,
외적 가상일: {\displaystyle \mathbf {R} ^{*T}\mathbf {r} }
내적 가상일: {\displaystyle \mathbf {Q} ^{*T}\mathbf {q} }
인데, 가상일의 원리에 의해 외적 가상일과 내적 가상일은 같으므로
{\displaystyle \mathbf {R} ^{*T}\mathbf {r} =\mathbf {Q} ^{*T}\mathbf {q} }
여기에 (1)을 대입하면
{\displaystyle \mathbf {R} ^{*T}\mathbf {r} =\mathbf {R} ^{*T}\mathbf {B} ^{T}\mathbf {q} }
위의 식으로부터
{\displaystyle \mathbf {r} =\mathbf {B} ^{T}\mathbf {q} \qquad \qquad \qquad \mathrm {(2)} }
식 (2)를 계산하는 데에는 계의 복잡도와 상관없이 적분을 할 필요가 없으며, B를 구하는 데 어떤 기본계를 사용했는지와 관계없이 유일한 결과를 얻을 수 있다. 이 식은 절점의 변위(또는 회전각)를 구하는 데 사용되지만, 임의 점에서의 변위 역시 구하고자 하는 점에 절점을 생성하면 계산할 수 있다.
단위하중이라는 이름은 B 행렬의 성분 {\displaystyle B_{i,j}}가 단위 절점 하중 {\displaystyle R_{j}^{*}=1}과의 평형을 만족하는 부재력인 것에서 유래하였다.

## 일반 계
일반 계에 있어서 단위하중법은 가상일의 원리로부터 직접 유도된다. 기지의 실제 변형 {\displaystyle {\boldsymbol {\epsilon }}}가 있다고 하자. 이 변형은 전체 계에 대해 변위를 유발한다. 예를 들어, 계의 임의의 점 A는 A'로 이동되며, 그 변위 r을 구하는 것이 목적이다. 이를 구하기 위해서 변위 r의 방향으로 단위하중 R*을 재하한다. 이때 외적 가상일은
{\displaystyle R^{*}\times r=1\times r}
인데, 여기서 r은 구하고자 하는 변위이다. 한편, 가상 응력으로 인한 내적 가상일은
{\displaystyle \int _{V}{\boldsymbol {\epsilon }}^{T}{\boldsymbol {\sigma }}^{*}dV}
(단, 가상 응력 {\displaystyle {\boldsymbol {\sigma }}^{*}}는 모든 점에서 평형을 만족해야 한다.)
위의 두 식을 연립하면
{\displaystyle 1\times r=\int _{V}{\boldsymbol {\epsilon }}^{T}{\boldsymbol {\sigma }}^{*}dV}
로 r이 구해진다.